# Sveriges Skeppsmäklareförening
Sveriges Skeppsmäklare, till 2024 Sveriges Skeppsmäklareförening, är en branschorganisation för hamnagenter och skeppsmäklare. Föreningen grundades 1919.

## Verksamhet
Föreningens syfte är att tillvarata medlemsföretagens intressen. Detta sker genom att driva branschens frågor mot beslutande politiska organ och myndigheter inom Sverige och utomlands. Föreningen bedriver även utbildningsverksamhet som vänder sig till medlemsföretagens medarbetare.

## Medlemmar
Fysisk eller juridisk person som bedriver verksamhet som fartygsagent eller skeppsmäklare kan bli medlem. Idag består föreningen av ungefär 120 företag inom fartygs- och linjeagentur samt skeppsmäkleri.

## Organisation
Sveriges Skeppsmäklareförening har medlemmar i hela landet och kansliet är lokaliserat till Göteborg. Det finns fyra regionala avdelningar, vilka benämns kretsar (norra, södra, östra och västra). 
Föreningen äger ett serviceaktiebolag och har en nära anknyten understödsstiftelse.
Anna-Karin Ekman är ordförande och Berit Blomqvist är verkställande direktör.